# Barionok listája

Barion-dekuplett: Spin=3/2

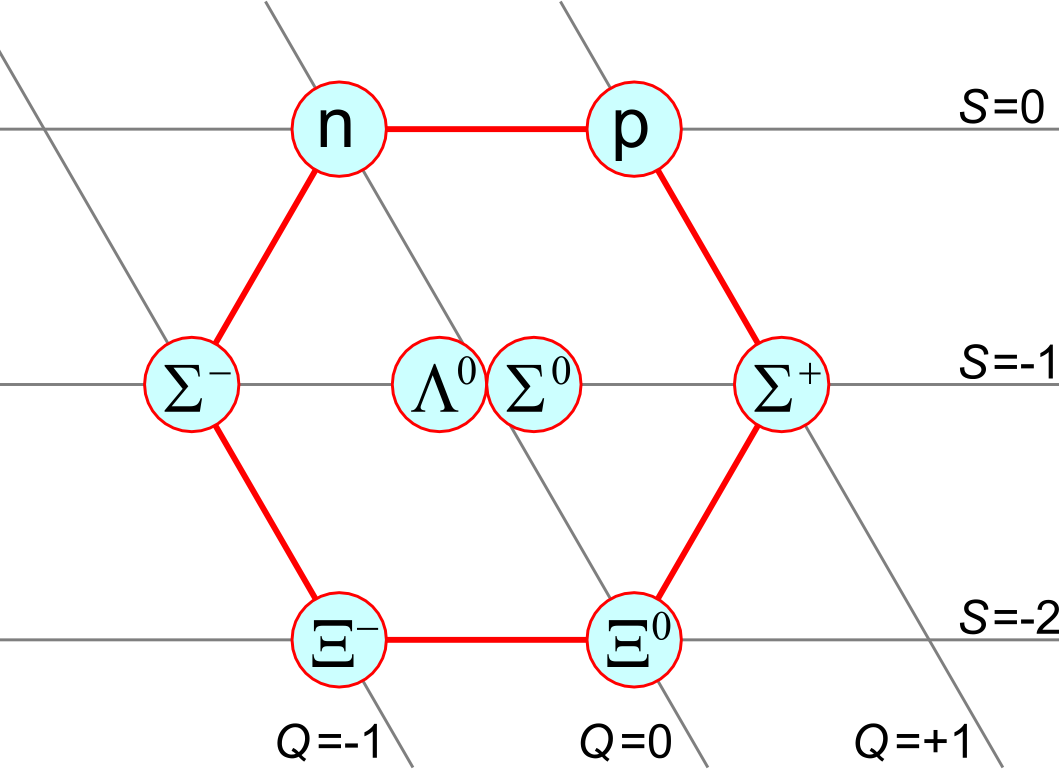

Ezen az oldalon a barionok listája található.  A barionok a szubatomi részecskék közé tartoznak, osztályozás szempontjából a feles spinű elemi részecskék (fermionok) közé soroljuk őket. A barionok általános jellemzéséhez lásd a barion szócikket.
Minden barion rendelkezik barionszámmal, melynek értéke +1, antirészecskéik esetében pedig -1. A barionok antirészecskéit úgy kapjuk meg, ha az adott részecskét alkotó kvarkokat antikvark párjaikkal helyettesítjük. A táblázatban feltüntetett mennyiségek: nyugalmi tömeg, különösség vagy különlegesség (strangeness) és S, C, B kvantumszámok. Ezek a kvantumszámok a barionok kvarkösszetételére utalnak; megmutatják, hogy az adott barion tartalmaz-e S (strange), C (charm) ill. B (bottom) kvarkot.
| Részecske      | Jelölés | Összetétel | Nyugalmi tömeg (MeV/c) | S  | C  | B  | Közepes élettartam (s) | Bomlási folyamata            |
| -------------- | ------- | ---------- | ---------------------- | -- | -- | -- | ---------------------- | ---------------------------- |
| Proton         | p       | uud        | 938.2                  | 0  | 0  | 0  | Stabil[1]              | bomlását még nem mutatták ki |
| Neutron        | n       | ddu        | 939.6                  | 0  | 0  | 0  | 885.7±0.8[2]           | p + e- + νe                  |
| Delta          | Δ++     | uuu        | 1232                   | 0  | 0  | 0  | 6×10−24                | π+ + p                       |
| Delta          | Δ+      | uud        | 1232                   | 0  | 0  | 0  | 6×10−24                | π+ + n vagy π0 + p           |
| Delta          | Δ0      | udd        | 1232                   | 0  | 0  | 0  | 6×10−24                | π0 + n vagy π- + p           |
| Delta          | Δ-      | ddd        | 1232                   | 0  | 0  | 0  | 6×10−24                | π- + n                       |
| Lambda         | Λ0      | uds        | 1115.7                 | -1 | 0  | 0  | 2.60×10−10             | π- + p vagy πo + n           |
| töltött Lambda | Λ+c     | udc        | 2285                   | 0  | +1 | 0  | 2.0×10−13              |                              |
| bottom Lambda  | Λ0b     | udb        | 5624                   | 0  | 0  | -1 | 1.2×10−12              |                              |
| Szigma         | Σ+      | uus        | 1189.4                 | -1 | 0  | 0  | 0.8×10−10              | π0 + p vagy π+ + n           |
| Szigma         | Σ0      | uds        | 1192.5                 | -1 | 0  | 0  | 6×10−20                | Λ0 + γ                       |
| Szigma         | Σ-      | dds        | 1197.4                 | -1 | 0  | 0  | 1.5×10−10              | π- + n                       |
| Xi             | Ξ0      | uss        | 1315                   | -2 | 0  | 0  | 2.9×10−10              | Λ0 + π0                      |
| Xi             | Ξ-      | dss        | 1321                   | -2 | 0  | 0  | 1.6×10−10              | Λ0 + π-                      |
| Omega          | Ω-      | sss        | 1672                   | -3 | 0  | 0  | 0.82×10−10             | Λ0 + K- vagy Ξ0 + π-         |
| töltött Omega  | Ω0c     | ssc        | 2698                   | -2 | +1 | 0  | 7×10−14                |                              |
| töltött Xi     | Ξ+c     | usc        | 2466                   | -1 | +1 | 0  | 4.4×10−13              |                              |
| töltött Xi     | Ξ0c     | dsc        | 2472                   | -1 | +1 | 0  | 1.1×10−13              |                              |

[1]a proton élettartama 1035 év.  A Nagy Egyesített Elmélet szerint a proton is elbomolhat. Lásd Protonbomlás.